# Rhé Gyula
Rhé Gyula (Tiszaeszlár, 1871. november 9. – Veszprém, 1936. november 16.) régész.

## Élete
Középiskoláinak elvégzése után festőnek készült s hosszabb ideig tartózkodott Olaszországban, ahol a régészeti emlékek kötötték le figyelmét. Szüleinek kívánságára vasúti tisztviselő lett, s budapesti beosztása révén alkalma nyílt archeológiai tanulmányokra. 1896-ban Veszprémbe került, s szabadidejét régiségkutatásokkal töltötte. A Veszprémvármegyei Múzeum létesítésekor, 1903-tól fogva részt vett annak rendezésében. 1905-1910 között a Múzeumegyesület titkára is volt. 1925-ben vasúti felügyelői ranggal nyugdíjba vonult, s ettől kezdve egész tevékenységét a múzeumra s a vele kapcsolatos, nevezetes eredményekkel járó ásatásokra szentelte. Irodalmi működése részint tudományos, történelmi és régészeti, részint szépirodalmi és publicisztikai.

## Művei
Tudományos művei közül jelentősek:
- Ős és ókori nyomok Veszprém közelében. (A Balaton tudományos ismertetése kiadványban.)
- Baláca (2. rész),
- Veszprémvármegyei avar emlékek,
- Veszprém a történelem előttii időkben,
- Veszprém őskora,
- A veszprémiszékesegyház régi kövei, (Arch. Ért.)
- Ujabb kutatások Balácán (Muzeumi jelentés),
- Pogánytelki ásatások (Arch. Ért.)

A Veszprémi Hírlap és Veszprémvármegye különböző évfolyamaiban megjelent tanulmányai és közleményei közt nevezetesebbek:
- Veszprém a történelem előtti időkben,
- Ősi sírmező Jutason,
- Veszprém ősi kultúrája,
- A római emlékek pusztulása,
- Apolló és Lares szobor Veszprémben,
- Veszprémvármegye régi népei,
- Veszprém őskora, Hun-avar kérdés,
- Veszprém ostroma 1593-ban,
- Újabb kutatások Balácán,
- Magyar piramisok.

Tréfás útirajza:
- Római utakon.

Ezen kívül vasúti és etnográfiai szakcikkeket és társadalmi cikkeket írt. Német nyelven dr Fettich Nándorral közösen:
- Jutas und Öskü - Zwei Gräberlerder aus der Völkerwanderungszeit in Ungarn (Prag, 1931).

## Emléke
- Laczkó Dezső Múzeum lépcsőházában található emlékplakettje (a portré Orr Lajos szobrász műve)

## Külső hivatkozások
- A magyar hegymászás és turizmus arcképcsarnoka
- Orr Lajos művei[halott link]